# 麦わら帽子に白いワンピース

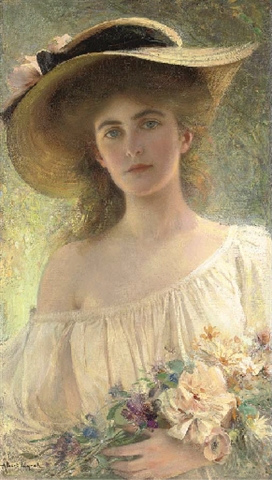
アルベール・リンチ『永遠の太陽』

麦わら帽子に白いワンピース（むぎわらぼうしにしろいワンピース）は、女性や少女のファッションとして多用される記号。麦わら帽子と白色のワンピースによって構成され、清楚さとノスタルジーを象徴する。

## 特徴
麦わら帽子に白いワンピースは、「エモさ」を感じさせる組み合わせとされ、夏の代名詞ともされる。男性からは理想的なシチュエーションとして挙げられることもあり、「ボヘミアン」と評されることもある。麦わら帽子に白いワンピースに合う場所としては「浜辺」「ひまわり畑」が選ばれる。
二次元美少女の題材としてもしばしば使用される。

## 評価
マイナビが2016年に男子大学生に対して行ったアンケートによると、麦わら帽子に白いワンピースを好む割合は61%（122人）で、好まない割合は39%（78人）だった。
坂口健太郎は、好きなタイプとして「白いワンピースに麦わら帽子が似合う女性」を挙げた。